# Angerona pickettaria
Angerona pickettaria là một loài bướm đêm trong họ Geometridae.